# ريتشارد كول
ريتشارد كول (بالإنجليزية: Richard Cole)‏ هو مدير مواهب ووكيل مواهب بريطاني، ولد في 2 يناير 1946 في كنسال غرين ‏ في المملكة المتحدة.